# Sofía Chemes
Sofía Chemes (Santa Fe, 3 de julio de 1998) es una futbolista argentina que juega actualmente en el Club Atlético Unión de Santa Fe de la Liga Santafesina de Fútbol. Inició su carrera en el Club Atlético Unión de Santa Fe y luego jugó en Racing Club de Avellaneda y en el Social Atlético Televisión (S.A.T.S.A.I.D.) de la Primera División Femenina de Argentina.

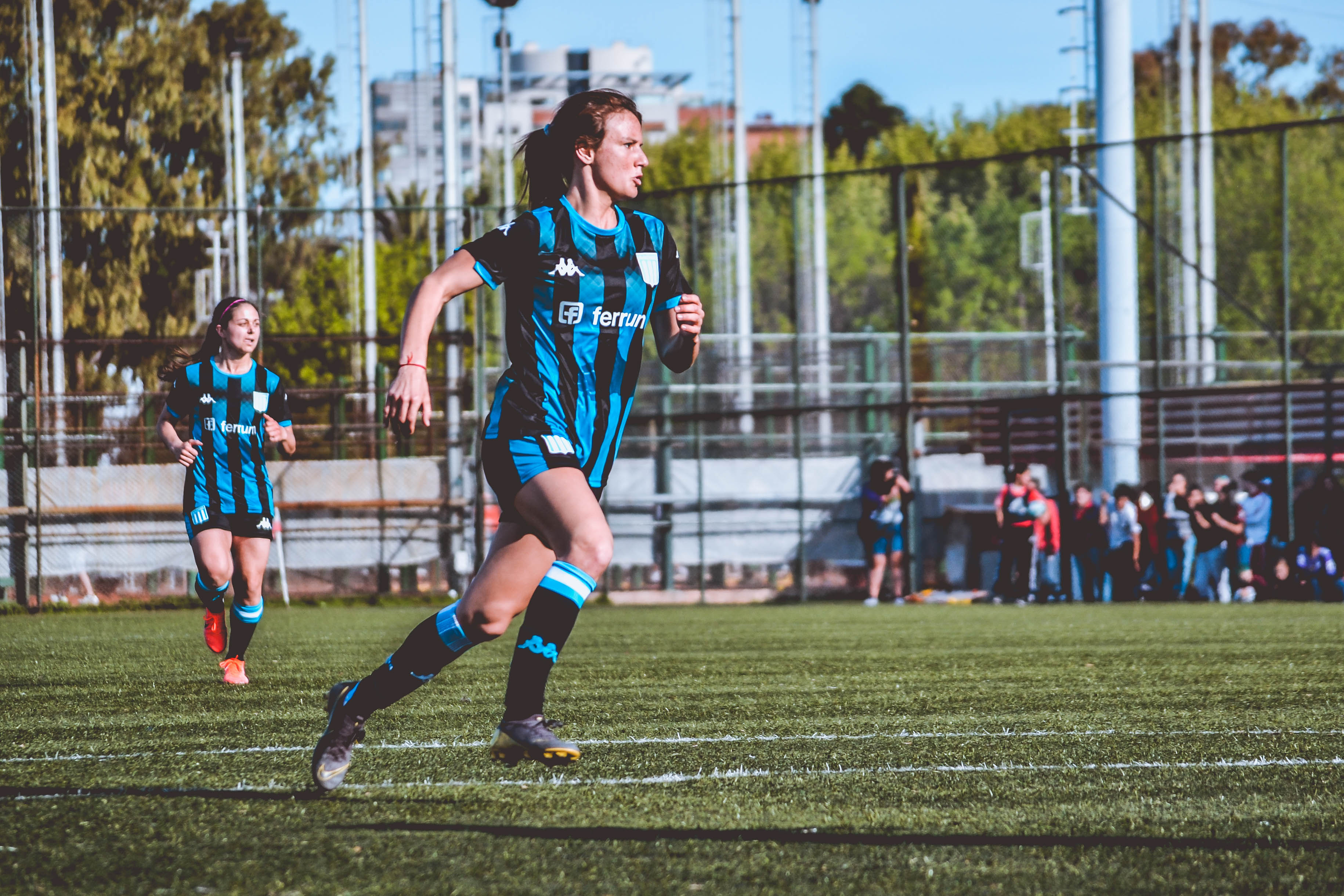
Chemes con la camiseta de Racing Club de Avellaneda.

## Trayectoria
A los 12 años Sofía comenzó a jugar en la escuelita de fútbol amateur del Club Atlético Unión de Santa Fe, y con solo un año de rodaje en las canchas rojiblancas fue convocada para formar parte del plantel de Primera División, donde formó parte de los equipos titulares ganadores de 7 títulos de Liga Santafesina, un Provincial y una Copa Santa Fe.
En 2015 Chemes viajó a Buenos Aires a probarse en el Club UAI Urquiza, pero el pase no se concretó. Recién en 2019 volvió a intentarlo y se incorporó como volante al club Racing Club de Avellaneda.
En 2020 la jugadora continuó con su carrera en el torneo de Primera División de la Asociación del Fútbol Argentino, en SAT - Social Atlético Televisión. En febrero de 2022 firmó su primer contrato profesional con dicha institución.
En julio de 2022 decidió rescindir su contrato con el SAT y volver a Santa Fe para vestir nuevamente la camiseta de Unión.

## Clubes
| Club                       |  | País      | Año               |
| -------------------------- |  | --------- | ----------------- |
| Unión (Santa Fe)           |  | Argentina | 2012 - 2019       |
| Racing                     |  | Argentina | 2019 - 2020       |
| Social Atlético Televisión |  | Argentina | 2020 - 2022       |
| Unión (Santa Fe)           |  | Argentina | 2022 - actualidad |

### Estadísticas
- Actualizado al 29 de marzo de 2021

| Club | Div.                | Temporada           | Liga Regional(1) | Liga Regional(1) | Liga Regional(1) | Copa Provincial(2) | Copa Provincial(2) | Copa Provincial(2) | Liga Nacional(3) | Liga Nacional(3) | Liga Nacional(3) | Copa Nacional(4) | Copa Nacional(4) | Copa Nacional(4) | Copa Internacional(5) | Copa Internacional(5) | Copa Internacional(5) | Total | Total | Total  | Media goleadora |
| Club | Div.                | Temporada           | Part.            | Goles            | Asist.           | Part.              | Goles              | Asist.             | Part.            | Goles            | Asist.           | Part.            | Goles            | Asist.           | Part.                 | Goles                 | Asist.                | Part. | Goles | Asist. | Media goleadora |
| --- | ------------------- | ------------------- | ---------------- | ---------------- | ---------------- | ------------------ | ------------------ | ------------------ | ---------------- | ---------------- | ---------------- | ---------------- | ---------------- | ---------------- | --------------------- | --------------------- | --------------------- | ----- | ----- | ------ | --------------- |
| Unión Argentina |                     |                     |                  |                  |                  |                    |                    |                    |                  |                  |                  |                  |                  |                  |                       |                       |                       |       |       |        |                 |
| 1.ª | 2012                | 0                   | 0                | 0                | -                | -                  | -                  | -                  | -                | -                | -                | -                | -                | -                | -                     | -                     | 0                     | 0     | 0     | 0      |                 |
| 1.ª | 2013                | 10                  | 0                | 0                | -                | -                  | -                  | -                  | -                | -                | -                | -                | -                | -                | -                     | -                     | 10                    | 0     | 0     | 0      |                 |
| 1.ª | 2014                | 19                  | 0                | 0                | -                | -                  | -                  | -                  | -                | -                | 1                | 0                | 0                | -                | -                     | -                     | 20                    | 0     | 0     | 0      |                 |
| 1.ª | 2015                | 24                  | 0                | 0                | -                | -                  | -                  | -                  | -                | -                | -                | -                | -                | -                | -                     | -                     | 24                    | 0     | 0     | 0      |                 |
| 1.ª | 2016                | 22                  | 2                | 0                | -                | -                  | -                  | -                  | -                | -                | -                | -                | -                | -                | -                     | -                     | 22                    | 2     | 0     | 0.09   |                 |
| 1.ª | 2017                | 25                  | 3                | 0                | 4                | 1                  | 0                  | -                  | -                | -                | -                | -                | -                | -                | -                     | -                     | 29                    | 4     | 0     | 0.13   |                 |
| 1.ª | 2018                | 20                  | 7                | 0                | -                | -                  | -                  | -                  | -                | -                | -                | -                | -                | -                | -                     | -                     | 20                    | 7     | 0     | 0.35   |                 |
| 1.ª | 2019                | 13                  | 1                | 0                | 5                | 3                  | 0                  | -                  | -                | -                | -                | -                | -                | -                | -                     | -                     | 18                    | 4     | 0     | 0.22   |                 |
| Total | Total               | 133                 | 27               | 0                | 9                | 4                  | 0                  | -                  | -                | -                | 1                | 0                | 0                | -                | -                     | -                     | 143                   | 31    | 0     | 0.21   |                 |
| Racing Argentina |                     |                     |                  |                  |                  |                    |                    |                    |                  |                  |                  |                  |                  |                  |                       |                       |                       |       |       |        |                 |
| 1.ª | 2019/20             | -                   | -                | -                | -                | -                  | -                  | 3                  | 0                | 0                | -                | -                | -                | -                | -                     | -                     | 3                     | 0     | 0     | 0      |                 |
| Total | Total               | -                   | -                | -                | -                | -                  | -                  | 3                  | 0                | 0                | -                | -                | -                | -                | -                     | -                     | 3                     | 0     | 0     | 0      |                 |
| S. A. T. Argentina |                     |                     |                  |                  |                  |                    |                    |                    |                  |                  |                  |                  |                  |                  |                       |                       |                       |       |       |        |                 |
| 1.ª | 2020                | -                   | -                | -                | -                | -                  | -                  | 4                  | 0                | 0                | -                | -                | -                | -                | -                     | -                     | 4                     | 0     | 0     | 0      |                 |
| 1.ª | 2021                | -                   | -                | -                | -                | -                  | -                  | 2                  | 0                | 0                | 0                | 0                | 0                | -                | -                     | -                     | 2                     | 0     | 0     | 0      |                 |
| Total | Total               | -                   | -                | -                | -                | -                  | -                  | 6                  | 0                | 0                | 0                | 0                | 0                | -                | -                     | -                     | 6                     | 0     | 0     | 0      |                 |
| Total en su carrera | Total en su carrera | Total en su carrera | 133              | 27               | 0                | 9                  | 4                  | 0                  | 9                | 0                | 0                | 1                | 0                | 0                | 0                     | 0                     | 0                     | 152   | 31    | 0      | 0               |
| (1) Incluye Liga Santafesina (Debido a la poca información que hay algunos datos pueden estar erróneos) (2) Incluye Torneo Provincial y Copa Santa Fe (3) Incluye Campeonato Argentino (4) Incluye Campeonato Nacional y Copa Federal (5) Incluye Copa Libertadores |                     |                     |                  |                  |                  |                    |                    |                    |                  |                  |                  |                  |                  |                  |                       |                       |                       |       |       |        |                 |

## Palmarés

### Campeonatos regionales
| Título      | Club             | País      | Año  |
| ----------- | ---------------- | --------- | ---- |
| Copa de Oro | Unión (Santa Fe) | Argentina | 2013 |
| Apertura    | Unión (Santa Fe) | Argentina | 2014 |
| Copa de Oro | Unión (Santa Fe) | Argentina | 2014 |
| Apertura    | Unión (Santa Fe) | Argentina | 2016 |
| Copa de Oro | Unión (Santa Fe) | Argentina | 2016 |
| Apertura    | Unión (Santa Fe) | Argentina | 2017 |
| Apertura    | Unión (Santa Fe) | Argentina | 2018 |
| Apertura    | Unión (Santa Fe) | Argentina | 2019 |

### Campeonatos provinciales
| Título        | Club             | País      | Año  |
| ------------- | ---------------- | --------- | ---- |
| Provincial    | Unión (Santa Fe) | Argentina | 2017 |
| Copa Santa Fe | Unión (Santa Fe) | Argentina | 2019 |

### Otros logros
| Título            | Club             | País      | Año  |
| ----------------- | ---------------- | --------- | ---- |
| Torneo de Reserva | Unión (Santa Fe) | Argentina | 2019 |

Notas
1. ↑   Sofía disputo la primera fecha del torneo con el equipo de reserva, más adelante el equipo de Unión se convertiría en campeón.